# 取水施設
取水施設（しゅすいしせつ）は、河川や湖沼・貯水池などの地表水や地下水といった水源から水を取り入れ、用水路や導水管などの導水施設に水を供給するための設備である。地表水の取水では、水源に応じて取水堰、取水門、取水塔、取水枠などがある。地下水の取水施設は、一般に「井戸」と呼ばれる。
本項目では主に地表水の取水施設について扱う。

## 水源
取水施設の建設にあたって水源のさまざまな特性が検討される。水源の特性として、最大渇水量、最大渇水位、最大洪水量、最大洪水位、渇水量、渇水位、平水量、平水位、洪水量、洪水位、水質などがある。水源には既得水利権や漁業権が設定されている場合もあり、必要に応じて調整が行われる。また、水源流域の汚染源、開発状況、流入土砂、安全性についても検討される。
河川
河川は洪水時と渇水時とで流量や水位が変動する。取水施設はこのような変動に対しても安定して稼働することが求められる。このため取水施設の下流に取水堰を設けて水位を安定させる方法がしばしば用いられる。
湖沼／貯水池
湖沼や貯水池は水深によって水温や水質が異なり、特に湖底近くには濁水が溜まりやすい。また、季節や天候による変動もある。このため、状況に応じて任意の水深から取水できるような構造にすることが望ましい。水位の変動や波浪に対しても安定して稼働することが求められることから、沖合に取水塔を設置したり、堰またはダムに付属して取水口を設けることが多い。
地下水
地下水からの取水には井戸が用いられる。伏流水からの取水には横穴式の集水埋渠が用いられる。湧水から取水する場合、周囲を鉄筋コンクリートなどで囲み、蓋をして光が入らないようにすることが望ましい。

## 形式

### 取水堰
河川などを横断する堰を設けることで水位を高くし、安定した取水を可能にする。取水堰と取水口、沈砂池が一体となった施設によって機能する。
。

### 取水門
川岸や湖岸に設置される水門の一種であり、水位や取水量を調節するためのゲート（開閉機構あるいは調節機構）を持つ。ゲートの前面にはスクリーンと呼ばれる格子が配置され、流木などの浮遊物が流入することを防ぐ。また、前面に角落としを設けることもある。標準的な流入速度は1m/s以下である。河川に設置する場合には必要に応じて下流側に堰を設けて水位を安定させる。スクリーン、ゲートまたは角落とし、砂溜等と一体で機能する。渇水時や洪水時には取水量確保に問題がある。

### 取水塔
河川の中流や下流、あるいは貯水池など、2メートル以上の水深を持ち水位変化が大きい場所に設置される。貯水池では円形、河川では流水の抵抗を小さくするため楕円形とすることが多い。固定式の建設には一般に井筒沈下工法が用いられ、基部には洗掘を防ぐための措置が施される。管理を容易にするため岸から塔へ渡る管理橋が設置されることが多い。塔の壁面に取水口が開かれ、その前面にはスクリーンと呼ばれる格子が配置される。取水口を深さ方向に多段構成とすることで任意の水深からの取水が実現する。寒冷地では凍結を防止する機構が追加されることもある。土砂流入を避けるため、標準的な流入速度は河川において15-30cm/s、湖沼において1-2m/sに制限される。貯水池の中に突出し人目につきやすい施設であることから景観に配慮した意匠が施されることもある。可動式のものは、水深が深いために固定に不向きな場合に用いられ、水位の変動に応じて取水口が上下に浮動することで表面水を取水できるようになっている。

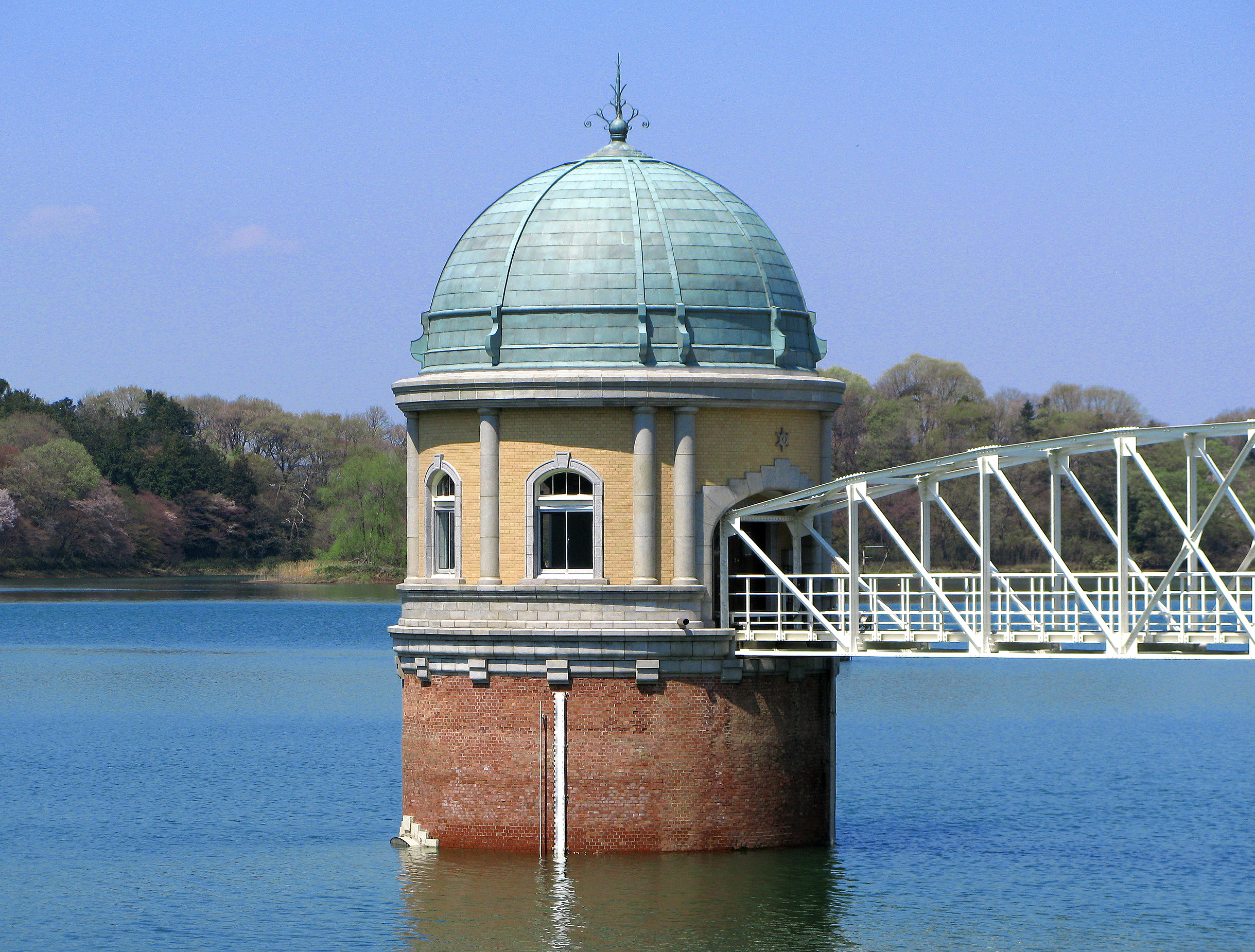
村山貯水池
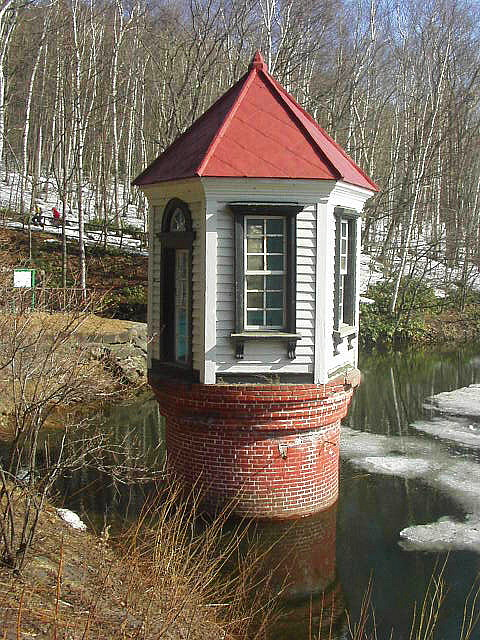
西岡水源池
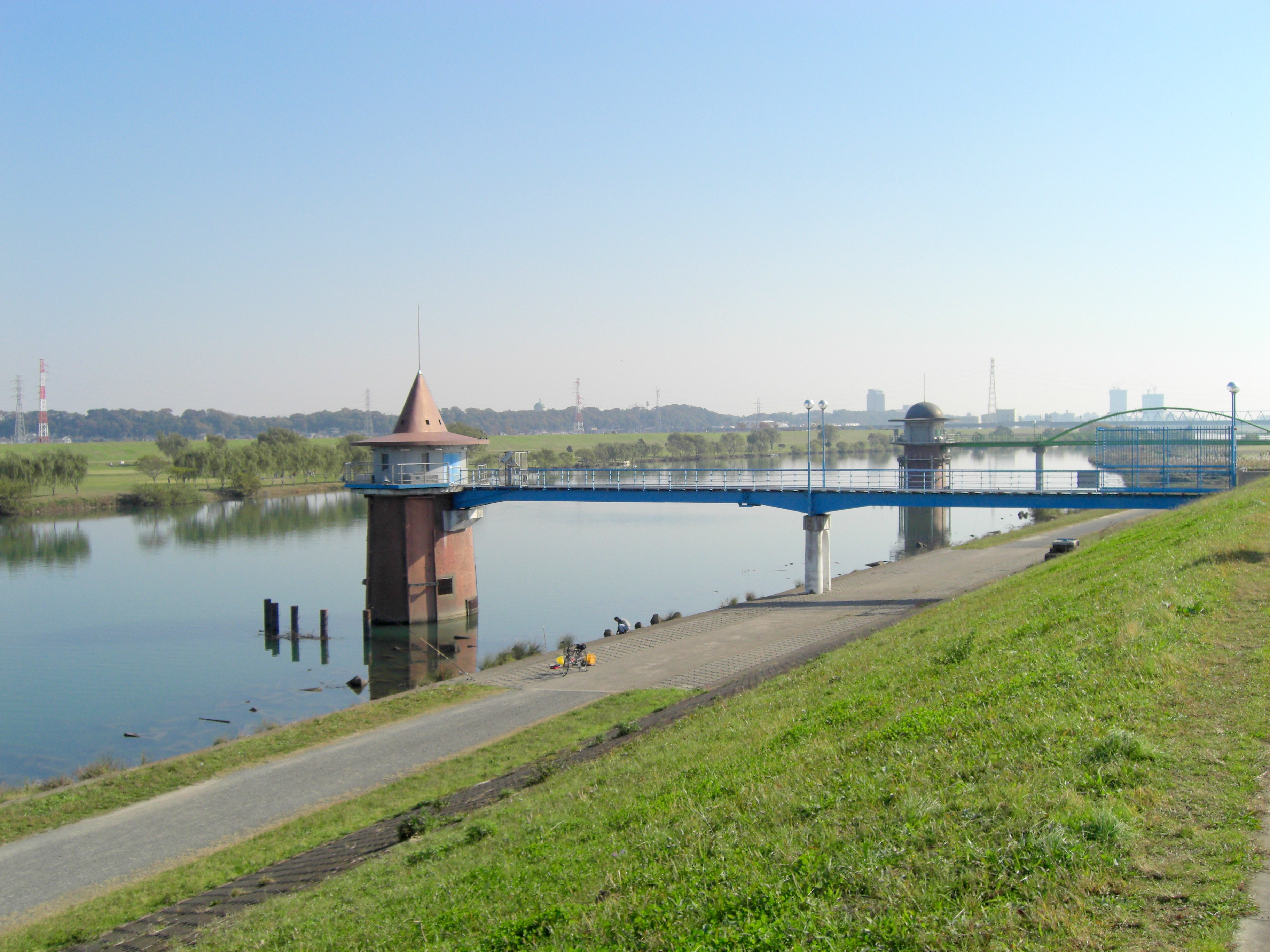
金町浄水場
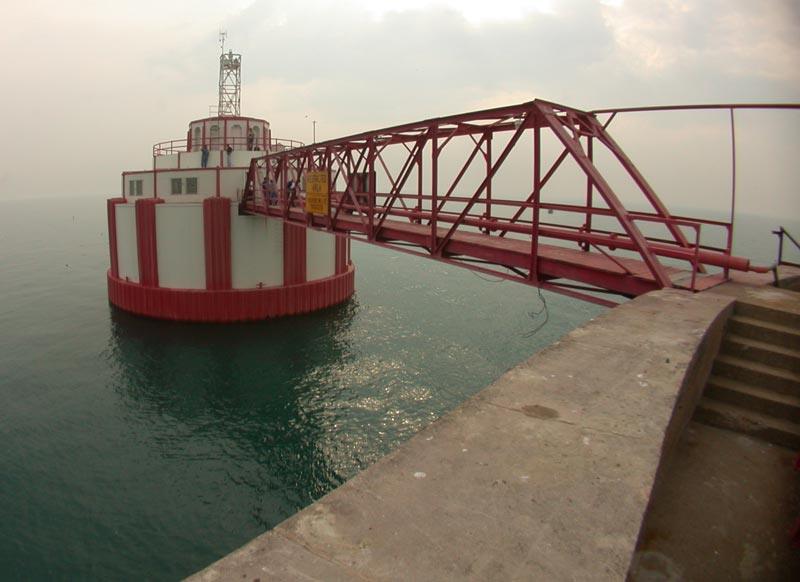
ミシガン湖
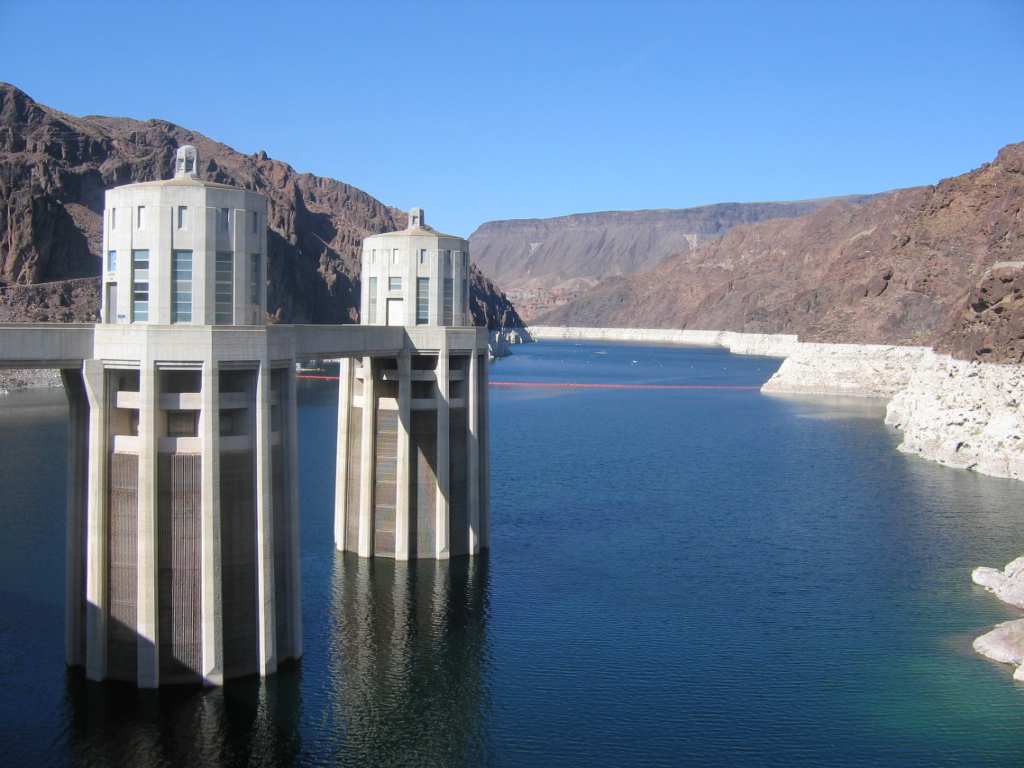
フーバーダム

### 取水管渠
水源の表層付近から直接管渠へ取水する取水口であり、水位が安定した場所に設置する。前面に角落しやスクリーンが設けられる。取水口部を河川の低水護岸に設けて表面水を取水し、管渠を通じて提内地へ導水する。水位変化の少ない河川に用いられる

### 取水枠
水源の水底に設けられる取水口であり、箱状あるいは円筒状の設備である。開口部の周囲は木材あるいはコンクリートなどで保護される。川岸または湖岸から離れた水深3メートル以上の場所に設置される。土砂流入を避けるため、一般的な流入速度は河川において15-30cm/s、湖沼において1-2m/sである。湖沼での中小規模の取水に用いられ、構造と施工が比較的簡単であるが表面水は採取できない。

### その他
斜樋
ダム堤体の上流側斜面に沿って斜めに管を配置し、途中に設けられたゲートから取水する施設。取水された水は斜樋の下端に落ち、堤体下部を水平に貫く底樋を通して堤体の下流側に引き出される。
ダム堤体取水施設
ダムの堤体に付属して設置される取水施設。高い水圧に対応したゲートが用いられる。